# Новопокровка (Близнюковский район)
Новопокро́вка (укр. Новопокровка) — село,
Башиловский сельский совет,
Близнюковский район,
Харьковская область, Украина.
Код КОАТУУ — 6320680504. Население по переписи 2001 г. составляет 35 (16/19 м/ж) человек.

## Географическое положение
Село Новопокровка находится на левом берегу реки Гнилуша, в 3-х км от села Башиловка.
Часть села раньше называлась Знаменовка.

## История
- 1820 — дата основания.

## Достопримечательности
- Братская могила советских воинов.